# Triebwasserkanal Leykam I
Der Triebwasserkanal Leykam I ist ein in Resten erhaltener künstlich angelegter Kanal in der steirischen Marktgemeinde Gratkorn, der ursprünglich das Kraftwerk der Leykam-Josefsthaler Papierfabrik, seit 1997 Teil von Sappi, mit Triebwasser versorgte. Der ursprünglich gut 1,4 Kilometer lange Kanal folgte grob dem Verlauf des alten Mühlganges und wurde durch den Triebwasserkanal Leykam II ersetzt. Nur die Einleitung sowie die Ausleitung vom Kraftwerk zur Mur sind noch vom Triebwasserkanal erhalten geblieben.

## Verlauf
Der Triebwasserkanal Leykam I wird direkt nördlich des Kraftwerkes Franz, etwa 25 Meter westlich der L 302, der Judendorferstraße, aus der Mur abgeleitet. Nur etwa 30 Meter nach der Ableitung mündet der von links kommende Hofbach in den Triebwasserkanal. Etwa 40 Meter nach der Ableitung zweigt der Triebwasserkanal Leykam II in südsüdwestliche Richtung ab. Der ursprüngliche und mittlerweile mit einem Kreisverkehr überbaute Verlauf des Kanals führte nach Ostsüdost am Gratkorner Hausberg vorbei und querte hier auch die L 302. Nach etwa 90 Metern erreichte der Verlauf ein Gewerbe- und Wohngebiet, ehe er nach weiteren 360 Metern und der Querung der Bahnhofstraße schließlich das Werksgelände der ehemaligen Leykam-Josefsthaler Papierfabrik, seit 1997 Teil von Sappi, erreichte. Dieser Abschnitt wurde mittlerweile mit Wohngebäuden sowie Parkplätzen überbaut und der ehemalige Verlauf lässt sich nur mehr teilweise an Vertiefungen im Boden erkennen. Auf dem Gelände der Papierfabrik folgte der Kanal für etwa 230 Meter einem Ostsüdostkurs, ehe er nach Südosten abknickte. Nach etwa 440 Metern auf diesem Kurs erreichte der Kanal das Krafthaus des Kraftwerkes der Fabrik. Nach dem Kraftwerk ist der Kanal noch erhalten und nimmt den von rechts kommenden Triebwasserkanal Leykam II wieder auf. Der Verlauf schwenkt hier erneut nach Ostsüdost und bleibt auf diesen Kurs auch bis zu seiner Rückleitung. Der Triebwasserkanal Leykam I wurde nach gut 1,4 Kilometer langem Lauf mit einem mittleren Sohlgefälle von rund 5,7 ‰ etwa 8 Höhenmeter unterhalb seiner Ableitung direkt südöstlich des Geländes der Papierfabrik und südlich des Gratkorner Sportstadions in die Mur zurückgeleitet.
Auf seinem Lauf nimmt der Triebwasserkanal Leykam I mit dem Hofbach einen Wasserlauf auf.
Der Triebwasserkanal Leykam I folgte in seinem ursprünglichen Verlauf grob dem alten Mühlgang, der unter anderem die Trattenmühle mit Wasser versorgte.